# Gaitán Castro
Gaitán Castro fue un dúo de música andina contemporáneo formado por los hermanos Rodolfo y Diosdado en la ciudad de Huamanga, Ayacucho, Perú. Desde su aparición a finales de los años ochenta, el dúo Gaitán Castro renovó la música andina y se convirtió en un fenómeno musical, hasta su separación en el 2000.

## Historia
Gaitán Castro nace como agrupación musical el 2 de abril de 1987. Tanto Rodolfo como Diosdado eran estudiantes en la Universidad Nacional San Cristóbal de Huamanga. Tras llevar un trabajo progresivo de dos años en el campo artístico, realizan su primer concierto de gala el 16 de diciembre de 1989 en el "Teatro Cavero" de la ciudad de Ayacucho.[cita requerida]
En 1991 viajaron como invitados a la ciudad de Asunción (Paraguay), al concierto "Noche de Gala Peruana" en la Feria Internacional de Arte y Artesanía (organizado por la Municipalidad de Asunción) y al concierto en el teatro más importante del Paraguay, el "Teatro Paraguayo - Japonés".[cita requerida]

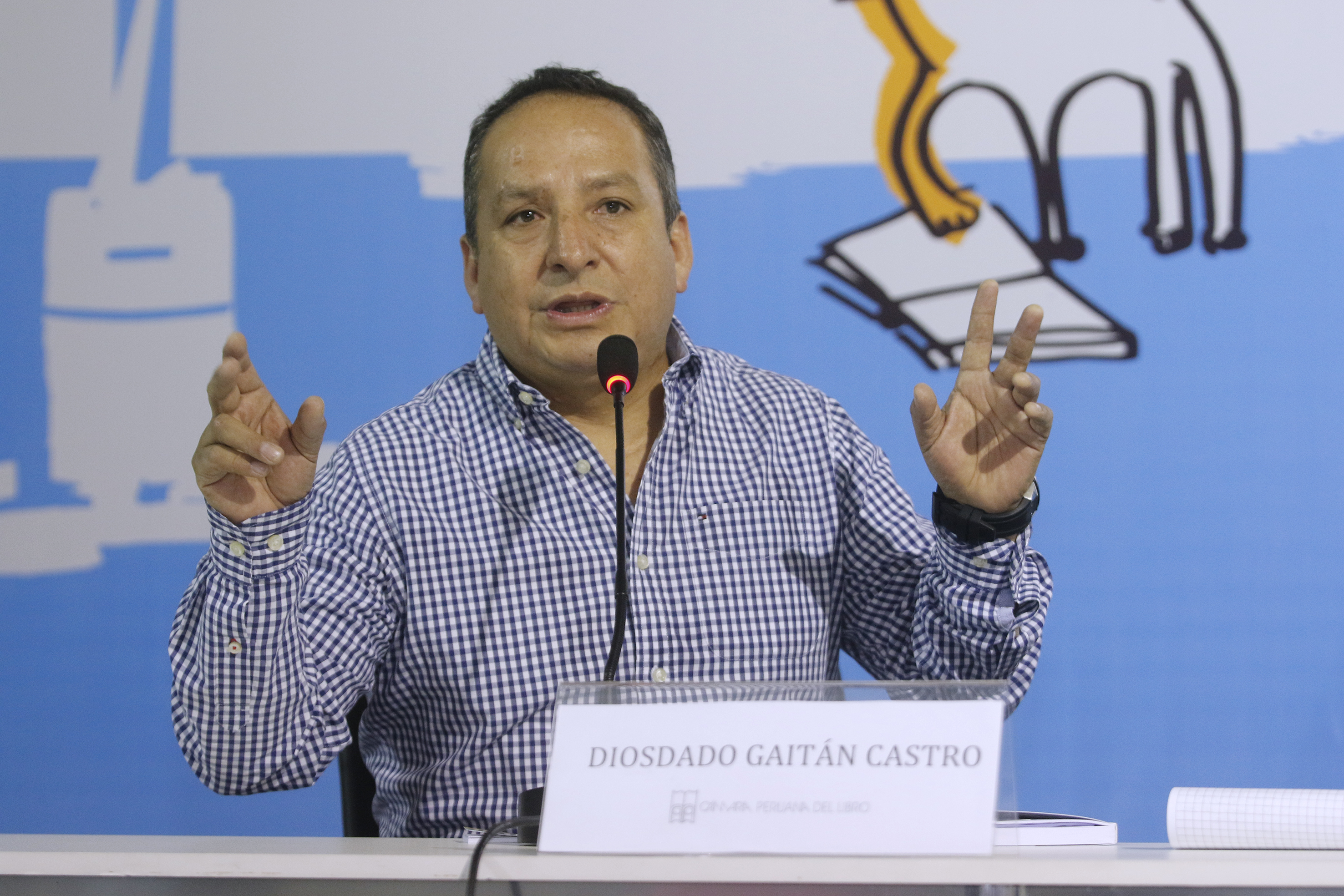
Diosdado Gaitán Castro, uno de los integrantes del dúo musical.

Del 11 al 30 de marzo de 1992 actuaron en las ciudades de Sucre, Potosí y Cochabamba en Bolivia representando al Perú en el Segundo Festival Internacional de la Cultura, en el que se hicieron merecedores a dos medallas de oro.
El 3 de septiembre de 1994, realizan un concierto en el coliseo Eduardo Dibós de San Borja, siendo el primer grupo peruano en llenar dicho recinto. Se trató, según la redacción de Perucom, de un show sin precedentes por su calidad y el éxito de ventas.
Asimismo, han participado en varias oportunidades en algunos de los festivales más importantes de Perú, como el Festival Internacional de la Vendimia en Ica, Festival Internacional de la Cerveza Cusqueña en el Cuzco, Festival Internacional de la Pachamanca de Huancayo, Festival Internacional de Arequipa en Arequipa, Festival Internacional de la Molina en Lima.
En el 2000, por motivos personales, el dúo Gaitán Castro se separó para realizar cada integrante una carrera como solista. Sin embargo, meses después estrenaron su disco Kutimuyninchik para conmemorar su reencuentro, que en posteriores años realizaron colaboraciones esporádicas del dúo, incluido un programa de Radio Nacional.
Desde entonces siguieron con sus proyectos individuales pero que cada cierto tiempo ofrecerían conciertos en conjunto en Lima y otras ciudades. En 2005 se dedicaron a la interpretación de valses criollos en homenaje a Chabuca Granda. En 2017 realizaron un concierto en el Gran Teatro Nacional para celebrar sus 30 años.
En 2013 fueron reconocidos con la Inca Garcilaso de la Vega por la universidad del mismo nombre.

## Discografía
- Elegía (1991)
- Desde las Entrañas del Fuego (1992)
- Amor Amor (1994)
- En Vivo (1995)
- Requiem para un Amor (1995)
- Tour 97 (1997)
- Diosdado (1998)
- Son del Sol (1999)[10]
- Manu manito
- Kutimuyninchik